# TOP DJ
TOP DJ è stato un programma televisivo italiano di genere talent show dedicato al mondo del clubbing e del dj-ing andato in onda in seconda serata nel 2014 e nel 2015 su Sky Uno e nel 2016 su Italia 1. Il programma ha visto la partecipazione, durante la seconda stagione, di un esordiente Tananai, con lo pseudonimo di Not for Us.

## Il programma
Il programma era un talent show in cui i concorrenti sono aspiranti DJ i quali si esibivano davanti ad una giuria composta da tre personaggi facenti parte della scena musicale elettronica italiana e internazionale, spesso supportati da un quarto giudice ospite a rotazione di puntata in puntata. Come avviene anche in altri talent, le prime due puntate prevedevano i casting, dove gli aspiranti DJ si esibivano davanti alla giuria per ambire ad occupare i 10 posti disponibili dello show; tale procedura di audizioni è stata completamente saltata nella terza edizione, in cui i giudici hanno visto le performance degli aspiranti DJ stando tra il pubblico e decidendo in separata sede i 10 concorrenti finali vedendo le foto dei concorrenti, scegliendo di conseguenza chi far passare e chi no per la gara vera e propria. Durante la gara i 10 concorrenti dovevano mixare nel miglior modo possibile dei brani scelti da loro o assegnati dai giudici in base ai loro gusti o al tema della puntata, in modo da poter far ballare il "dancefloor": le prove infatti si svolgevano all'interno di un capannone adibito a studio televisivo dove tra i giudici e il palco del DJ vi era il pubblico che balla a ritmo di musica, molto importante anche per valutare le performance e capire se il concorrente riusciva ad intercettare il gusto del pubblico o meno. In ogni puntata i due concorrenti meno convincenti andavano alla "DJ Set Battle", una manche finale in cui si esibivano un'ultima volta: sarà poi compito dei giudici scegliere chi salvare e chi mandare a casa.
Gli aspiranti DJ che partecipavano al programma ambivano per conquistare il premio finale, un contratto con la major discografica legata al programma (Sony Music nelle prime due stagioni, Warner Music nella terza).
Creato da Endemol Shine Italy e YAM112003, il programma andava in onda con la prima edizione nel 2014 sulla rete satellitare Sky Uno, ricordando nella formula l'altro talent musicale della rete, X Factor. La giuria era composta dai DJ Albertino, Stefano Fontana e Lele Sacchi mentre la radio partner del programma era Radio Deejay. Dopo una seconda edizione nel 2015 sempre su Sky Uno, il programma si trasferiva su Italia 1 per volontà della direttrice di rete Laura Casarotto, intenta a voler portare nuovi format sulla rete giovane di Mediaset. Il panel della giuria veniva totalmente cambiato, con la cantante Syria, il DJ David Morales e il rapper Gué seduti a giudicare i talenti. In questa edizione vi era anche la figura del coach, Tommy Vee, che aiutava i ragazzi nelle prove durante la settimana e li supportava dal backstage prima e dopo l'esibizione sul palco. La voce narrante era la DJ Fabiola Casà di Radio 105, in questa edizione radio partner ufficiale del programma.

## Edizioni
| Edizione | Rete     | Inizio         | Fine           | Puntate | Giudici                               |
| -------- | -------- | -------------- | -------------- | ------- | ------------------------------------- |
| 1ª       | Sky Uno  | 13 maggio 2014 | 1º luglio 2014 | 8       | Albertino Stefano Fontana Lele Sacchi |
| 2ª       | Sky Uno  | 7 aprile 2015  | 26 maggio 2015 | 8       | Albertino Stefano Fontana Lele Sacchi |
| 3ª       | Italia 1 | 29 maggio 2016 | 4 luglio 2016  | 7       | Syria, David Morales Gué              |

## Giuria
| Giudice         | Stagione | Stagione | Stagione | Totale |
| Giudice         | 1        | 2        | 3        | Totale |
| --------------- | -------- | -------- | -------- | ------ |
| Albertino       |          |          |          | 2      |
| Lele Sacchi     |          |          |          | 2      |
| Stefano Fontana |          |          |          | 2      |
| Guè             |          |          |          | 1      |
| Syria           |          |          |          | 1      |
| David Morales   |          |          |          | 1      |

- Legenda:

     Presente;
     Assente

## Classifiche finali
| Edizione | Vincitore         | Secondo posto  | Terzo posto |
| -------- | ----------------- | -------------- | ----------- |
| 1        | Geo from Hell     | Manuel Rotondo | The Reloud  |
| 2        | Albert Marzinotto | Tina           | Not for Us  |
| 3        | DJ Berry          | Waxlife        | Redoxx      |

## Ascolti
Nella terza stagione, con il passaggio sulla tv generalista, vengono rilevati gli ascolti da Auditel. 
| Puntata | Data           | Giudice ospite          | Telespettatori | Share |
| ------- | -------------- | ----------------------- | -------------- | ----- |
| 1       | 29 maggio 2016 | Baby K                  | 453.000        | 4,76% |
| 2       | 30 maggio 2016 | Morgan                  | 344.000        | 3,24% |
| 3       | 6 giugno 2016  | Luca Tommassini         | 452.000        | 4,77% |
| 4       | 13 giugno 2016 | Alessandro Borghese     | 394.000        | 3,93% |
| 5       | 20 giugno 2016 | Nervo                   | 187.000        | 3,51% |
| 6       | 27 giugno 2016 | Jake la Furia Marracash | 343.000        | 3,30% |
| 7       | 4 luglio 2016  | Enzo Iacchetti          | 243.000        | 3,72% |
| Media   | Media          | Media                   | 345.142        | 3,89% |

## Radio partner del programma
Dal 2014 al 2015, per le prime due edizioni andate in onda sulla rete satellitare Sky Uno, la trasmissione ha avuto come radio ufficiale Radio Deejay (già partner anche del talent show di Sky Uno, X Factor) mentre nel 2016, con il passaggio su Italia 1, la radio ufficiale della trasmissione era Radio 105.